# Schwarzbach
Schwarzbach es un municipio situado en el distrito de Alto Bosque del Spree-Lusacia, en el estado federado de Brandeburgo (Alemania), a una altura de 100 metros. Su población a finales de 2016 era de 700 habs. y su densidad poblacional, 42 hab/km².